# Епархия Руленге-Нгары
Епархия Руленге-Нгары (лат. Dioecesis Rulengensis-Ngaraensis) — епархия Римско-Католической церкви с центром в городе Руленге, Танзания. Епархия Руленге-Нгары входит в митрополию Мванзы.

## История
8 апреля 1929 года Святой Престол учредил апостольский викариат Бубуки, выделив его из апостольских викариатов Таборы (сегодня — Архиепархия Таборы) и Уганды (сегодня — Архиепархия Кампалы).
25 марта 1953 года Римский папа Пий XII издал буллу Quemadmodum ad Nos, которой преобразовал апостольский викариат Бубуки в епархию Букобы. Первоначально епархия Букобы являлась суффраганной по отношению к архиепархии Таборы.
21 июня 1960 года епархия Букобы была переименована в епархию Руленге.
18 ноября 1987 года епархия Руленге вошла в состав церковной провинции Мванзы.
14 марта 2008 года епархия Руленге передала часть своей территории для возведения епархии Каянги и получила нынешнее название.

## Ординарии епархии
- епископ Burkhard Huwiler M.Afr. (1929 — 1946);
- епископ Laurent Tétrault MAfr (1947 — 1951);
- епископ Alfred Lanctôt MAfr (1951 — 1969);
- епископ Christopher Mwoleka (1969 — 1996);
- епископ Severine Niwemugizi (1996 — по настоящее время).